# Дуглас, Дональд Уиллс (старший)
До́нальд Уи́ллс Ду́глас  (До́налд Уи́лс Ду́глас англ. Donald Wills Douglas) (6 апреля 1892 — 1 февраля 1981) — американский авиационный промышленник и авиаконструктор. В 1921 году основал компанию Douglas Aircraft, позднее объединённую в компанию Макдоннелл-Дуглас.

## Биография
В 1914 году он получил диплом бакалавра в сфере машиностроения в Массачусетском технологическом институте, после чего начал работать на фирме «Гленн Коннектикут эркрафт». С 1916 года — в фирме «Гленн Мартин» в качестве главного инженера, где руководил разработкой бомбардировщика MB-1. В 1920 году совместно с предпринимателем Д. Дейвисом основал авиационную фирму «Дейвис-Дуглас», которую и возглавил с 1921 года. К этому времени Дуглас сконструировал лёгкий самолет «Клаудстер». В конце 1921 года Дуглас стал президентом авиафирмы «Дуглас».
Завод Доналда Дугласа расположен в Санта-Монике.